# Fumiko Hayashi

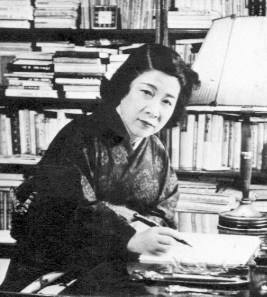
Fumiko Hayashi

Fumiko Hayashi (japanisch 林 芙美子, Hayashi Fumiko; * 31. Dezember 1903 in Shimonoseki, Präfektur Yamaguchi; † 28. Juni 1951 in Tokio), japanische Schriftstellerin; sie war eine der beliebtesten Autoren im Japan der 1950er Jahre. Sie schrieb Gedichte, Kindererzählungen, Kurzgeschichten, Romane, Essays.

## Leben
Fumiko Hayashi war das 4. uneheliche Kind von Hayashi Kiku. Sie und alle ihre Geschwister hatten verschiedene Väter. Es wird angenommen, sie stamme aus dem Heilbad Furusato Onsen in der Präfektur Kagoshima oder der heutigen Stadt Kitakyūshū. Sie war Tochter eines Kaufmanns. Im Alter von sieben Jahren trennte sich ihre Mutter von ihrem Ehemann, der 20 Jahre jünger war als sie. Mutter und Fumiko führten in der Folgezeit ein Wanderleben als Kind von Hausierern auf der Insel Kyushu, das geprägt war von Armut und häufigen Schulwechseln. Während Fumiko in Onomichi, Präfektur Hiroshima die Höhere Mädchenschule besuchte, veröffentlichte sie ihre ersten Gedichte in den örtlichen Zeitungen. So schrieb sie in ihrer Freizeit bereits in frühen Jahren Gedichte, Kurzgeschichten und Kindererzählungen, die auch öffentliche Aufmerksamkeit erregten. Durch die Unterstützung eines Gönners, eines Studenten der Meiji-Universität, hatte sie die städtische Mädchenschule besuchen können. Nach dem Schulabschluss 1922 zog sie mit ihrem Liebhaber nach Tokio, um zu schreiben, aber die Beziehung endete 1923. Sie arbeitete, um ihren Lebensunterhalt zu verdienen als Dienstmädchen, Büroangestellte, Fabrikarbeiterin und Kellnerin.
1924 traf sie Tanabe Wakao (1889–1966), den Leiter der Theatergruppe „Shiminza“ (市民座). Über ihn lernte sie eine Reihe von anarchistischen Dichtern kennen. Sie lebte kurz mit Tanabe zusammen, danach, ebenfalls kurz, mit dem Dichter Nomura Yoshiya (* 1903), der sie oft schlug. In dieser Zeit freundete sie sich mit dm Dichter Tsuboi Shigeji und seiner Frau Tsuboi Sakae sowie mit der Schriftstellerin Hirabayashi Taiko an. Sie heiratete 1926 den Maler Rokubin Tezuka (手塚 緑敏). Unterwegs seit ihrer Kindheit reiste sie auch nach ihrer Heirat, besuchte 1931 bis 1932 Europa, besuchte China, die Mandschurei und Südostasien als Reporter. Ab 1932 lebte sie größtenteils in Paris.
Hayashi wird manchmal für ihre Tendenz zur Melodramatik kritisiert, aber ihre Popularität blieb so, wie sie sie mit der Veröffentlichung von „Hōrōki“ erreicht hatte.
Im Oktober 2005 wurde im Tokyoter Bezirk Shinjuku an ihrem damaligen Wohnsitz (Architekt Yamaguchi Bunzō) die „Hayashi Fumiko Gedenkstätte“ eröffnet.

## Schaffen
Der 1930 verlegte Roman Hōrōki (放浪記, 1930, „Tagebuch einer Vagabundin“), in dem sie die Zeit zwischen ihrem 19. und dem 23. Lebensjahr verarbeitete, wurde zum Bestseller und unter dem Titel Wandering Days als Anime verfilmt. Viele ihrer Werke drehen sich um die Themen freigeistige Frauen und schwierige Beziehungen. Immer wieder schrieb sie über Armut, Unterdrückung und das durch den Krieg verursachte Leid. Auch ihre folgenden Werke wie Inazuma (稲妻, „Blitz“), Ukigumo (浮雲, „Treibende Wolken“) oder Meshi (めし, „Essen“) wurden verlegt, für Bangiku (晩菊, „Späte Chrysanthemen“) erhielt sie den Literaturpreis für Frauen. Obwohl Hayashi kurzzeitig von der proletarischen Literatur beeinflusst wurde, ist ihre Untersuchung des Themenkomplexes soziale Gerechtigkeit in Optimismus und im Glauben an menschlichen Überlebenswillen begründet.
In ihren Geschichten erzählt Hayashi mit Realismus das harte Leben der unteren Klassen in Tokio. Sie schildert eine Welt voller Entartung, Demütigung und Unsicherheit, in der die Frauen von den Männern tyrannisiert werden und dadurch oft apathisch sind. Trotz dieser Härte findet sich in den Darstellungen der Unterschicht auch Fröhlichkeit und Hoffnung, insbesondere in bescheiden-demütigen, jedoch furchtlosen Frauengestalten. Erkennbare Verzweiflung wird in dem schriftstellerischen Werk der Fumiko Hayashi stets durch einen starken Willen zum Leben und Glauben an die Zukunft kompensiert. Die einfache, poetische Sprache bewahrt davor, dass ihre Sentimentalität in Rührseligkeit abgleitet.

## Werke
Japanischer Titel kursiv. Bisher nicht übersetzte Titel in freier Übersetzung. Titel deutscher, englischer oder französischer Übertragungen sind fett markiert.
- Aisuru hitotachi dt.: Liebende
- Asagohan dt.: Frühstück
- Asa yū dt.: Morgen und Abend
- Aru onna dt.: Eine Frau
- Inakagaeri dt.: Rückkehr aufs Land
- Utsukushii inu dt.: Ein schöner Hund
- Ehon dt.: Bilderbuch
- Ōshima gyō dt.: Reise nach Ōshima
- Ochiaimachi Sansenki
- Otōsan dt.: Vater
- Onion kurabu dt.: Der Zwiebelclub
- Kaeru dt.: Der Frosch
- Kashiya sagashi dt.: Mietshaussuche
- Kame-san dt.: Herr Schildkröt
- Kitsune monogatari dt.: Fuchsgeschichte
- Kurara dt.: Klara
- Genkan no techō dt.: Das Notizbuch im Flur
- Kōfuko no kanata dt.: Die andere Seite des Glücks
- Kodomotachi dt.: Kinder
- Konki dt.: Heiratsalter
- Shūka dt.: Herbstfrüchte
- Shûshoku dt.: Arbeitssuche
- Seikatsu dt.: Leben
- Seishūkan sōwa
- Tanima no tegami dt.: Brief aus der Schlucht
- Tamagawa dt.: Der Tama-Fluss
- Chiisai hana dt.: Kleine Blume
- Tsuru no fue dt.: Das Pfeifen der Kraniche
- Nakimushi kozō dt.: Lehrling Heulsuse
- Nureta ashi dt.: Nasses Schilf
- Bakufu dt.: Wasserfall
- Bangiku dt.: Späte Chrysanthemen engl.: Late Chrysanthemum
- Suisen dt. Narzissen engl.: Narcissus
- Hirame no gakkō dt.: Die Schule der Plattfische
- Fukurō no dairyokō dt.: Die große Reise der Eule
- Bungakuteki jijoden dt.: Literarische Biographie
- Hōrōtei shujin
- Manshūko ryōki dt.: Das Mandschukuo-Reisetagebuch
- Menōban dt.: Die Achat-Schale
- Yorufuku dt.: Abendglück
- "Rira" no onnatachi
- Rinraku dt.: Niedergang
- Ren'ai no bikun dt.: Liebestaumel
- Aouma wo mitari
- Ukigumo dt.: Treibende Wolken engl.: Floating clouds fr.: Nuages flottants
- Ehon Sarutobi Sasuke dt.: Ein Sarutobi Sasuke Bilderbuch
- Kawahaze dt.: Fluss-Grundeln
- Keikichi no gakkō dt.: Die Keikichi-Schule
- Sakana no jobun dt.: Vorwort der Fische
- Shimai dt.: Geschwister
- Seihin no sho dt.: Die ehrbare Armut
- Shitamachi, alternativ: Daun taun dt.: Tokio engl.: Downtown fr.: La Ville
- Tōkyō no yane no shita dt.: Unter den Dächern Tokios
- Fūkin to sakana no machi dt.: Akkordeon und Stadt der Fische
- Hōrōki dt.: Aufzeichnungen einer Vagabundenzeit engl.: Diary of a Vagabond
- Hon'inbō Shūsai shi dt.: Herr Hon’inbō Shūsai
- Yakushima ryōki dt.: Das Yakushima-Reisetagebuch

## Übersetzungen
Romane
- Ukigumo: Hayashi, Fumiko: Floating Clouds The Information Publ.: Tokyo 1957; engl. Übers. v. Koitabashi, Y.

Kurzgeschichten
- Kaeru: Der Frosch; dt. Übers. v. Till Weingärtner in Hefte für Ostasiatische Literatur. Heft 35 (Nov. 2003) München: Iudicium.
- Fūkin to sakana no machi: Akkordeon und Stadt der Fische; dt. Übers. v. Watanabe Kakuji; Überarbeitung von Heinrich Schmidt Barrien in Watanabe Kakuji (Hrsg.): Japanische Meister der Erzählung. Bremen: Walter Dorn Verlag 1960.
- Shitamachi, alternativ: Daun taun: Tokio; aus dem Engl. von Monique Humbert in Keel, Daniel (Hg.): Nippon. Zürich: Diogenes 1965.
- Bangiku: Späte Chrysanthemen; übersetzt von Jürgen Berndt. In: Träume aus zehn Nächten. Japanische Erzählungen des 20. Jahrhunderts. Hrsg. Eduard Klopfenstein, Theseus Verlag, München 1992. ISBN 3-85936-057-4
- Hōrōki, Suisen: Ericson, Joan E.: Be a woman: Hayashi Fumiko and modern Japanese women's literature University of Hawaii Press: Honolulu 1997. ISBN 0-8248-1884-9

## Verfilmungen
- Hōrōki (Tagebuch einer Vagabundin) 1962 Regie: Mikio Naruse
- Onna Kazoku (Frauenfamilie) 1961 Regie: Hisamatsu Seiji
- Shitamachi (Altstadt) 1957 Regie: Kasahara Ryozo
- Ukigumo (Treibende Wolken) 1955 Regie: Mikio Naruse
- Bangiku (Späte Chrysanthemen) 1954 Regie: Mikio Naruse
- Tsuma (Ehefrau) 1953 Regie: Mikio Naruse
- Inazuma (Blitz) 1952 Regie: Mikio Naruse
- Meshi (Essen) 1951 Regie: Mikio Naruse
- Nakimushi Kozo (Lehrling Heulsuse) 1938 Regie: Toyoda Shirō